# Grenskerk (Grashut)

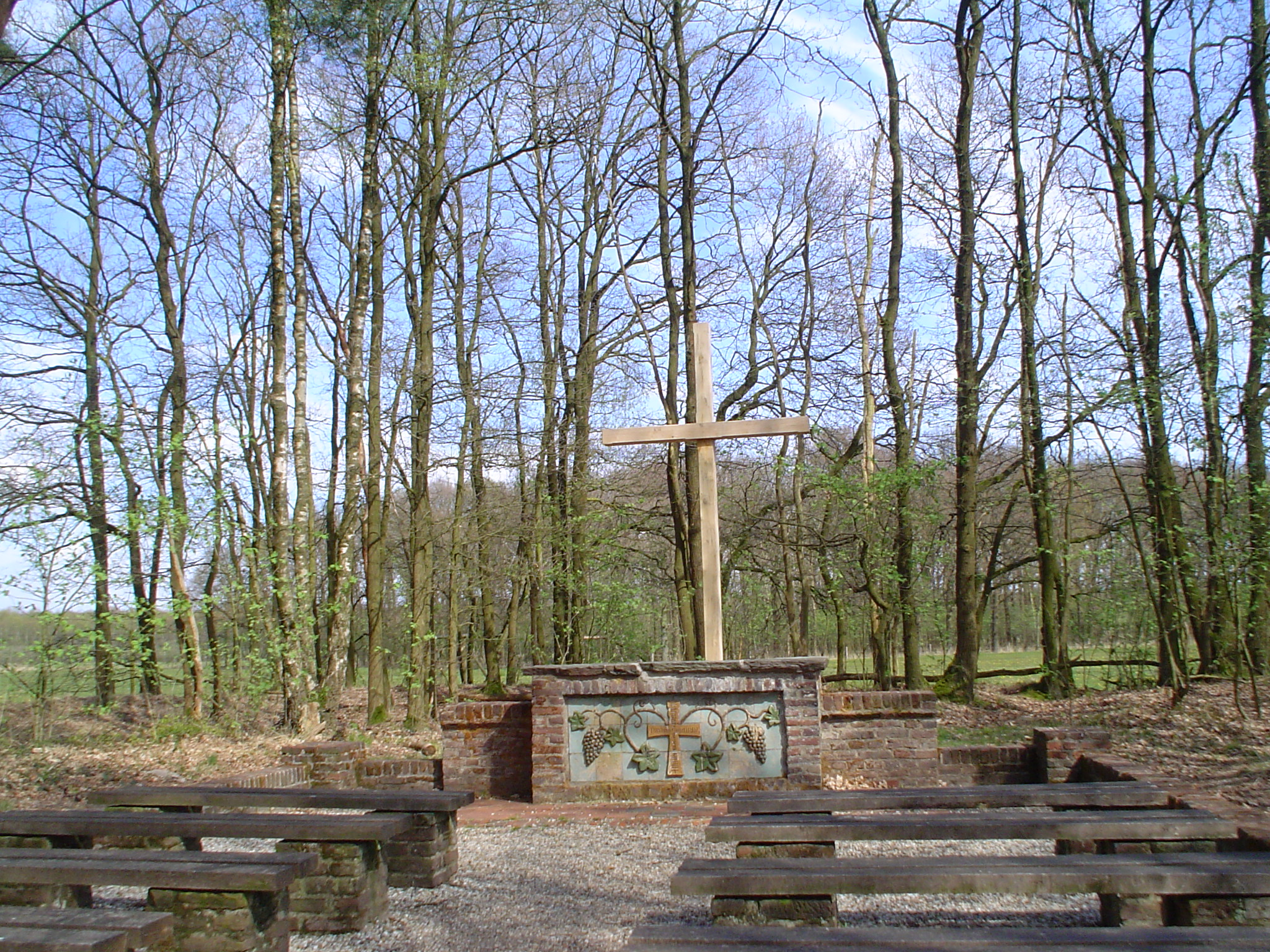
De openluchtkerk

De Grenskerk is een voormalige grenskerk bij Grashut in de Nederlandse gemeente Nederweert. De openluchtkerk ligt tussen Weert en Budel naast de grens van Noord-Brabant met Limburg in het Weerterbos. 

## Geschiedenis
In 1629 werd 's-Hertogenbosch door Frederik Hendrik van de Staten van Holland veroverd op de Spaanse overheersers en kwam het katholieke geloof onder druk te staan en werd in 1649 zelfs verbannen. In 1648 werd de Vrede van Münster getekend waarbij het gebied ten noordwesten van de latere provinciegrens tot het protestantse Holland ging behoren. Aan de zuidoostzijde van de grens lag het (katholieke) Spaans Opper-Gelre. Rond 1649 werd de grenskerk gesticht en werden er door de paters van Biest kerkdiensten gehouden voor de gelovigen uit Noord-Brabant. De grenskerk was tot 1682 in gebruik.
In 1981 werd de (herbouwde) grenskerk overgedragen aan het Limburgs Landschap.

## Bouwwerk
Het grenskerkmonument bestaat een rechthoekig terrein dat omgeven is door een lage bakstenen muur met op dit terrein rijen bankjes. Tegen de achtermuur is het altaar geplaatst dat aan de voorzijde versierd is met een kruis en druiventrossen. Achter het altaar is een groot houten kruis geplaatst.